# Cooperarea Economică Asia-Pacific

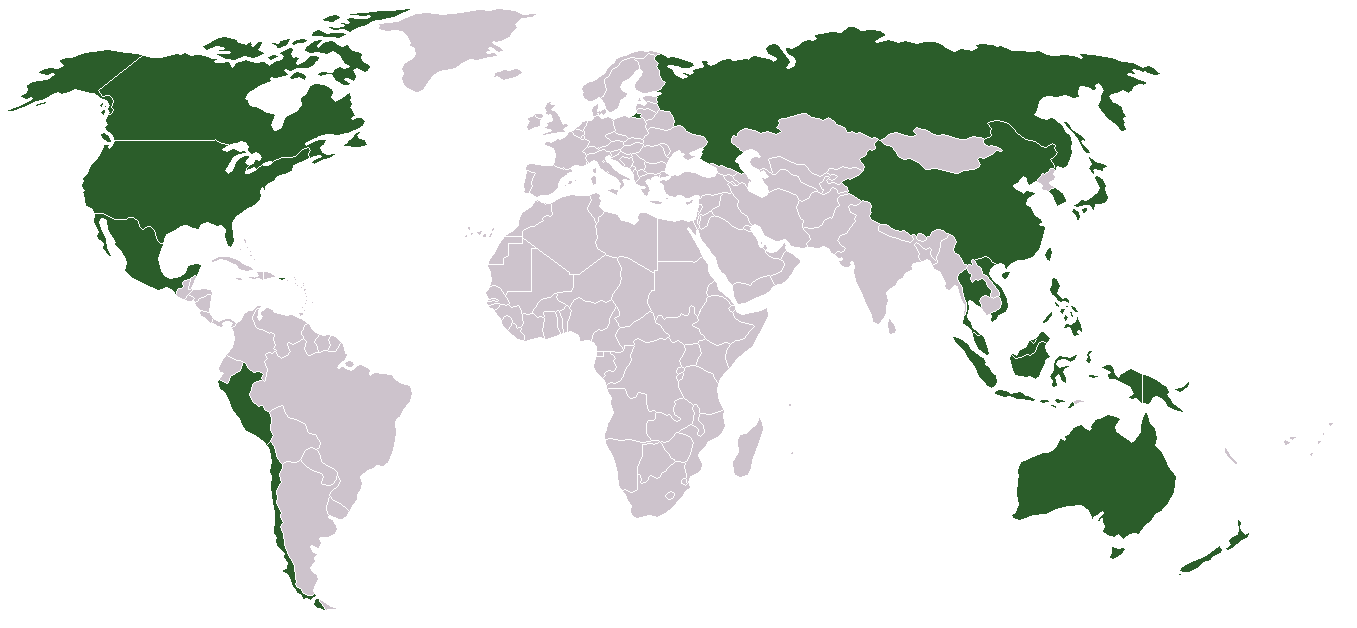
Țări membre ale APEC

Cooperarea Economică Asia-Pacific (APEC) este un forum al unui grup format din 21 de țări care au ieșire la Oceanul Pacific, reprezintă aproximativ 60% din economia mondială, și care poartă discuții pe tema economiei regionale, cooperării, comerțului și investițiilor (Banca Mondială). Activitățile includ întâlniri ale ministerelor țărilor membre, pe tot parcursul unui an și sunt coordonate de Secretariatul APEC. 

Organizația conduce întâlnirile liderilor economici APEC, un summit anual la care participă șefi de guverne ai tuturor membrilor APEC cu excepția China Taipei, care este reprezentată de un oficial de rang ministerial. Locul în care are loc summitul se schimbă prin rotație între economiile membre și există o tradiție care implică purtarea de către liderii participanți a unor costume naționale ale țării gazdă. Summitul APEC Rusia 2012 a avut loc la Vladivostok între 1-8 septembrie 2012.

## Economiile membre
A fondat organizația în 1989:

- Australia
- Brunei
- Canada
- Indonezia
- Japonia
- Coreea de Sud
- Malaysia
- Noua Zeelandă
- Filipine
- Singapore
- Thailanda
- Statele Unite ale Americii

S-a înscris în 1991:
- China
- Hong Kong, China
- Taiwan

S-a înscris în 1993:
- Mexic
- Papua Noua Guinee

S-a înscris în 1994:
- Chile

S-a înscris în 1998:
- Peru
- Rusia
- Vietnam

## Reuniuni anuale
Lista completă a reuniunilor la nivel înalt organizate anual este următoarea, în care țara care găzduiește summitul este aleatorie între membri:
| Summit-uri de la înființare   | Data reuniunii la nivel înalt | Locația gazdei             | Orașul țării gazdă             |
| ----------------------------- | ----------------------------- | -------------------------- | ------------------------------ |
| 1                             | 6–7 noiembrie 1989            | Australia                  | Canberra                       |
| 2                             | 29–31 iulie 1990              | Singapore                  | Singapore                      |
| 3                             | 12–14 noiembrie 1991          | Coreea de Sud              | Seul                           |
| 4                             | 10–11 septembrie 1992         | Thailanda                  | Bangkok                        |
| 5                             | 19–20 noiembrie 1993          | Statele Unite ale Americii | Insula Blake                   |
| 6                             | 15–16 noiembrie 1994          | Indonezia                  | Bogor                          |
| 7                             | 18–19 noiembrie 1995          | Japonia                    | Osaka                          |
| 8                             | 24–25 noiembrie 1996          | Filipine                   | Manila/Subic                   |
| 9                             | 24–25 noiembrie 1997          | Canada                     | Vancouver                      |
| 10                            | 17–18 noiembrie 1998          | Malaysia                   | Kuala Lumpur                   |
| 11                            | 12–13 septembrie 1999         | Noua Zeelandă              | Auckland                       |
| 12                            | 15–16 noiembrie 2000          | Brunei                     | Bandar Seri Begawan            |
| 13                            | 20–21 octombrie 2001          | China                      | Shanghai                       |
| 14                            | 26–27 octombrie 2002          | Mexic                      | Los Cabos                      |
| 15                            | 20–21 octombrie 2003          | Thailanda                  | Bangkok                        |
| 16                            | 20–21 noiembrie 2004          | Chile                      | Santiago                       |
| 17                            | 18–19 noiembrie 2005          | Coreea de Sud              | Busan                          |
| 18                            | 18–19 noiembrie 2006          | Vietnam                    | Hanoi                          |
| 19                            | 8–9 septembrie 2007           | Australia                  | Sydney                         |
| 20                            | 22–23 noiembrie 2008          | Peru                       | Lima                           |
| 21                            | 14–15 noiembrie 2009          | Singapore                  | Singapore                      |
| 22                            | 13–14 noiembrie 2010          | Japonia                    | Yokohama                       |
| 23                            | 12–13 noiembrie 2011          | Statele Unite ale Americii | Honolulu                       |
| 24                            | 9–10 septembrie 2012          | Rusia                      | Vladivostok                    |
| 25                            | 5–7 octombrie 2013            | Indonezia                  | Bali                           |
| 26                            | 10–11 noiembrie 2014          | China                      | Beijing                        |
| 27                            | 18–19 noiembrie 2015          | Filipine                   | Pasay                          |
| 28                            | 19–20 noiembrie 2016          | Peru                       | Lima                           |
| 29                            | 10–11 noiembrie 2017          | Vietnam                    | Da Nang                        |
| 30                            | 17–18 noiembrie 2018          | Papua Noua Guinee          | Port Moresby                   |
| 31 (La început)               | 16–17 noiembrie 2019 (anulat) | Chile                      | Santiago                       |
| 31 (Despăgubire după anulare) | 20 noiembrie 2020             | Malaysia                   | Kuala Lumpur (Difuzat virtual) |
| 32                            | 16 iulie și 12 noiembrie 2021 | Noua Zeelandă              | Auckland (Difuzat virtual)     |
| 33                            | 18–19 noiembrie 2022          | Thailanda                  | Bangkok                        |
| 34                            | 15–17 noiembrie 2023          | Statele Unite ale Americii | San Francisco                  |
| 35                            | 10–16 noiembrie 2024          | Peru                       | Cuzco                          |